# Kothara
Kothara – gaun wikas samiti w zachodniej części Nepalu w strefie Rapti w dystrykcie Salyan. Według nepalskiego spisu powszechnego z 2011 roku liczył on 1076 gospodarstw domowych i 6927 mieszkańców (3478 kobiet i 3449 mężczyzn).